# A Wraygunn Double Joint: Ecclesiastes 1.11 / Shangri-La
A Wraygunn Double Joint: Ecclesiastes 1.11 / Shangri-La é um álbum duplo de 2 discos em vinil, lançado pela banda portuguesa de pop rock Wraygunn em 2008 pela editora Rastilho Records. Teve edição limitada de 666 exemplares em Portugal, que continha também o primeiro EP da banda, Amateur. Lançado mais tarde em Maio na França, Holanda, Alemanha e Reino Unido.

## Faixas
- Vinil 1

### Ecclesiastes 1.11
1. Soul City
2. Drunk Or Stoned
3. Keep On Prayin
4. Juice
5. Don't You Know?
6. I'm You Lover Man
7. Hip
8. How Long, How Long?
9. There But For The Grace
10. Sometimes I Miss You
11. She's a Speed Freak
12. All Night Long

- Vinil 2

### Shangri-La
1. Ain't it Nice
2. Love Is My New Drug
3. She's a Go-Go Dancer
4. Love Letters From a Muthafucka
5. Everything's Gonna Be Ok
6. Hoola Hoop Woman
7. Rusty Ways
8. Just a Gambling Man
9. LadyLuck
10. Work Me Out
11. Silver Bullets
12. Boom Boom Ah Ah
13. No More, My Lord

## Formação
- Paulo Furtado (voz e guitarras),
- Raquel Ralha (voz),
- Sérgio Cardoso (baixo),
- Francisco Correia (sampler, gira-discos e outros objectos),
- Pedro Pinto (bateria e percussões),
- João Doce (bateria e percussões).